# Acido trifluorometansolfonico
L'acido trifluorometansolfonico, noto anche con il nome comune di acido triflico, abbreviato come HOTf, è un acido solfonico di formula CF3SO3H. In condizioni normali è un liquido incolore di odore pungente, miscibile con l'acqua in tutte le proporzioni. È un acido molto forte, usato soprattutto nell'ambito della ricerca come catalizzatore e precursore in chimica organica.

## Storia
L'acido triflico fu preparato per la prima volta nel 1954 da Haszeldine e Kidd tramite la procedura schematizzata nella figura seguente:

## Sintesi
Industrialmente l'acido triflico si produce per fluorurazione elettrochimica (ECF) dell'acido metansolfonico:
{\displaystyle {\ce {CH3SO3H + 4HF -> CF3SO2F + H2O + 3H2}}}
Il CF3SO2F formato viene idrolizzato, e il sale triflato risultante viene protonato. In alternativa, l'acido triflico si ottiene per ossidazione di CF3SCl:
{\displaystyle {\ce {CF3SCl + 2Cl2 + 2H2O -> CF3SO2OH + 4HCl}}}
L'acido triflico è purificato per distillazione dall'anidride triflica.

## Reattività
L'acido triflico in condizioni normali è un liquido incolore igroscopico, di odore pungente. Fuma all'aria e in presenza di umidità forma un monoidrato stabile, CF3SO3H·H2O, che ha un punto di fusione di 34 °C. Oltre che in acqua, l'acido triflico si scioglie in solventi polari come DMF, DMSO, acetonitrile e dimetilsolfone. L'aggiunta di acido triflico a solventi polari può essere pericolosamente esotermica.
L'acido triflico ha Ka = 8,0 × 1014 e di conseguenza è considerato un superacido. È un composto molto utile in virtù della sua elevata stabilità termica e chimica. Sia l'acido che la sua base coniugata CF3-SO3– (ione triflato, OTf–) sono molto resistenti a processi di ossidoriduzione, mentre altri acidi forti come HClO4 e HNO3 sono ossidanti. Un altro vantaggio dell'acido triflico è che non dà reazioni di solfonazione, come possono invece fare altri acidi forti come l'acido solforico stesso (H2SO4), l'acido fluorosolforico (F-SO3H) e l'acido clorosolforico (Cl-SO3H).

## Usi
In laboratorio l'acido triflico è utile per reazioni di protonazione perché la sua base coniugata non è nucleofila. Viene utilizzato anche come titolante in titolazioni acido-base in ambienti non acquosi perché si comporta da acido forte in molti solventi (acetonitrile, acido acetico ecc.) dove i comuni acidi minerali come HCl e H2SO4 sono di forza moderata.

### Formazione di sali
HOTf reagisce esotermicamente con carbonati e idrossidi dei metalli. Un esempio è la sintesi di Cu(OTf)2:
{\displaystyle {\ce {CuCO3 + 2CF3SO3H -> Cu(O3SCF3)2 + H2O + CO2}}}
Leganti cloruro possono essere convertiti nei corrispondenti triflati:
{\displaystyle {\ce {3CF3SO3H + [Co(NH3)5Cl]Cl2 -> [Co(NH3)5O3SCF3](O3SCF3)2 + 3HCl}}}
Questa conversione è effettuata in acido triflico puro a 100 °C, facendo poi precipitare il sale per aggiunta di etere.

### Reazioni organiche[1]
L'acido triflico reagisce con alogenuri acilici per formare anidridi miste triflate, che sono forti agenti acilanti, ad esempio in reazioni di Friedel-Crafts.
{\displaystyle {\ce {CH3C(O)Cl + CF3SO3H -> CH3C(O)OSO2CF3 + HCl}}}
{\displaystyle {\ce {CH3C(O)OSO2CF3 + C6H6 -> CH3C(O)C6H5 + CF3SO3H}}}
L'acido triflico catalizza la reazione di composti aromatici con cloruri solfonilici R-S(=O)2-Cl; probabilmente un intermedio è l'anidride mista dell'acido solfonico.
L'acido triflico catalizza altre reazioni di tipo Friedel-Crafts, come il cracking di alcani e l'alchilazione di alcheni, reazioni molto importanti nell'industria petrolifera. Questi catalizzatori derivati dall'acido triflico sono molto efficienti per l'isomerizzazione di idrocarburi a catena lineare o leggermente ramificata, utile per aumentare il numero di ottano dei carburanti.
L'acido triflico reagisce esotermicamente con alcoli per formare eteri e olefine:

## Indicazioni di sicurezza
L'acido trifluorometansolfonico è disponibile in commercio. È un liquido tossico per inalazione e nocivo per ingestione. Per contatto provoca gravi ustioni a pelle, mucose e occhi. Non ci sono dati che indichino proprietà cancerogene. È considerato poco pericoloso per le acque e gli organismi acquatici.